# Évolution du collège épiscopal français en 2011
Liste des évêques français
- 2007
- 2008
- 2009
- 2010
- 2011
- 2012
- 2013
- 2014
- 2015

Cette page a pour but de présenter les évolutions intervenues au sein du collège épiscopal français au cours de l'année 2011, ainsi que la situation des évêques des diocèses de France métropolitaine et d'outre-mer, mais également des évêques français exerçant pour la curie romaine ou pour des diocèses étrangers au 31 décembre 2011.

## Évolution du1erjanvier au 31 décembre 2011
| Date       | Événement                                   | Titre                                         |
| ---------- | ------------------------------------------- | --------------------------------------------- |
| 05/01/2011 | Nomination de Laurent Dognin                | Évêque auxiliaire de Bordeaux                 |
| 09/01/2011 | Consécration épiscopale de Jacques Habert   | Évêque de Séez                                |
| 02/02/2011 | Nomination de Jean Legrez                   | Archevêque d'Albi                             |
| 11/02/2011 | Nomination de Jean Gardin                   | Évêque d'Impfondo (République du Congo)       |
| 12/02/2011 | Retrait d'Albert Rouet                      | Archevêque émérite de Poitiers                |
| 27/02/2011 | Consécration épiscopale de Laurent Dognin   | Évêque auxiliaire de Bordeaux                 |
| 26/03/2011 | Consécration épiscopale de Jean Gardin      | Évêque d'Impfondo (République du Congo)       |
| 31/03/2011 | Retrait d'Hubert Coppenrath                 | Archevêque émérite de Papeete                 |
| 02/04/2011 | Retrait de Bellino Ghirard                  | Évêque émérite de Rodez                       |
| 02/04/2011 | Nomination de François Fonlupt              | Évêque de Rodez                               |
| 14/04/2011 | Mort de Louis Dufaux                        | Évêque émérite de Grenoble                    |
| 03/06/2011 | Retrait de Guy Thomazeau                    | Archevêque émérite de Montpellier             |
| 03/06/2011 | Nomination de Pierre-Marie Carré            | Archevêque de Montpellier                     |
| 05/06/2011 | Consécration épiscopale de François Fonlupt | Évêque de Rodez                               |
| 11/06/2011 | Mort de Robert de Boissonneaux de Chevigny  | Évêque émérite de Nouakchott (Mauritanie)     |
| 24/06/2011 | Retrait de Michel Guyard                    | Évêque émérite du Havre                       |
| 24/06/2011 | Nomination de Jean-Luc Brunin               | Évêque du Havre                               |
| 22/07/2011 | Nomination de Vincent Jordy                 | Évêque de Saint-Claude                        |
| 09/08/2011 | Mort d'Adolphe-Marie Hardy                  | Évêque émérite de Beauvais                    |
| 27/08/2011 | Retrait de Francis Deniau                   | Évêque émérite de Nevers                      |
| 27/08/2011 | Nomination de Thierry Brac de La Perrière   | Évêque de Nevers                              |
| 14/11/2011 | Mort de Maurice Gaidon                      | Évêque émérite de Cahors                      |
| 02/12/2011 | Mort de Lolesio Fuahea                      | Évêque émérite de Wallis-et-Futuna            |
| 05/12/2011 | Mort de Jorge-Maria Hourton Poisson         | Évêque auxiliaire émérite de Temuco (Chili)   |
| 09/12/2011 | Retrait de Geraldo Verdier                  | Évêque émérite de Guajará-Mirim (pt) (Brésil) |
| 21/12/2011 | Mort de Jean Urkia                          | Vicaire apostolique émérite de Paksé (Laos)   |

Soit pour l'année 2011 :
- Huit nominations dont
  - Trois nominations de nouveaux évêques
  - Cinq transferts d'évêques
- Quatre consécrations épiscopales
- Sept départs en retraite
- Sept décès

## Situation des évêques français au 31 décembre 2011

### France métropolitaine
- Agen : Hubert Herbreteau
- Aire et Dax :  Philippe Breton, Robert Sarrabère évêque émérite
- Aix-en-Provence et Arles  : Christophe Dufour, Claude Feidt archevêque émérite
- Ajaccio :  vacant
- Albi, Castres et Lavaur :  Jean-Marie Legrez
- Amiens :  Jean-Luc Bouilleret, François Bussini évêque émérite, Jacques Noyer évêque émérite, Géry Leuliet évêque émérite
- Angers :  Emmanuel Delmas, Jean-Louis Bruguès évêque émérite, Archevêque par titre, Jean Orchampt évêque émérite
- Angoulême :  Claude Dagens, Georges Rol évêque émérite
- Annecy :  Yves Boivineau
- Arras, Boulogne sur Mer et Saint Omer : Jean-Paul Jaeger
- Auch, Condom, Lectoure et Lombez :  Maurice Gardès, Maurice Fréchard archevêque émérite, Gabriel Vanel évêque émérite
- Autun, Chalon et Mâcon :  Benoît Rivière, Raymond Séguy évêque émérite
- Avignon :  Jean-Pierre Cattenoz
- Bayeux et Lisieux : Jean-Claude Boulanger, Pierre Pican évêque émérite, Guy Gaucher évêque auxiliaire émérite
- Bayonne, Lescar et Oloron : Marc Aillet, Pierre Molères évêque émérite
- Beauvais, Noyon et Senlis :  Jacques Benoit-Gonnin
- Belfort-Montbéliard : Claude Schockert, Eugène Lecrosnier évêque émérite
- Belley-Ars : Guy Bagnard
- Besançon :  André Lacrampe, Lucien Daloz archevêque émérite
- Blois :  Maurice de Germiny
- Bordeaux et Bazas : cardinal Jean-Pierre Ricard, Laurent Dognin évêque auxiliaire
- Bourges : Armand Maillard, Hubert Barbier archevêque émérite, Pierre Plateau archevêque émérite
- Cahors : Norbert Turini
- Cambrai : François Garnier
- Carcassonne et Narbonne : Alain Planet, Jacques Despierre évêque émérite
- Châlons-en-Champagne : Gilbert Louis
- Chambéry, Maurienne et Tarentaise : Philippe Ballot
- Chartres : Michel Pansard, Michel Kuehn évêque émérite
- Clermont : Hippolyte Simon
- Coutances et Avranches : Stanislas Lalanne, Jacques Fihey  évêque émérite
- Créteil : Michel Santier, Daniel Labille évêque émérite
- Digne-les-Bains, Riez et Sisteron : François-Xavier Loizeau, Edmond Abelé évêque émérite
- Dijon : Roland Minnerath, Michel Coloni évêque émérite
- Évreux : Christian Nourrichard, Jacques David évêque émérite
- Évry-Corbeil-Essonnes : Michel Dubost, Guy Herbulot évêque émérite, Albert Malbois évêque émérite
- Fréjus et Toulon : Dominique Rey, Joseph Madec évêque émérite
- Gap et Embrun : Jean-Michel di Falco, Georges Lagrange évêque émérite
- Grenoble et Vienne : Guy de Kerimel
- Langres : Philippe Gueneley, Léon Taverdet évêque émérite
- La Rochelle et Saintes : Bernard Housset
- Laval : Thierry Scherrer
- Le Havre : Jean-Luc Brunin, Michel Guyard évêque émérite
- Le Mans : Yves Le Saux
- Le Puy-en-Velay : Henri Brincard
- Lille : Laurent Ulrich, Gérard Coliche évêque auxiliaire, Gérard Defois évêque émérite, Jean Vilnet évêque émérite
- Limoges : François Kalist, Léon Soulier évêque émérite
- Luçon :  Alain Castet
- Lyon : Cardinal Philippe Barbarin, Jean-Pierre Batut évêque auxiliaire, Patrick Le Gal évêque auxiliaire, Maurice Delorme évêque auxiliaire émérite
- Marseille : Georges Pontier, Cardinal Bernard Panafieu archevêque émérite
- Meaux : Albert-Marie de Monléon, Yves Bescond évêque auxiliaire émérite
- Mende : François Jacolin, Paul Bertrand évêque émérite
- Metz : Pierre Raffin
- Montauban : Bernard Ginoux, Jacques de Saint-Blanquat évêque émérite
- Montpellier, Lodève, Béziers, Agde et Saint Pons de Thomières : Pierre-Marie Carré, Guy Thomazeau, archevêque émérite, Claude Azéma évêque auxiliaire
- Moulins : Pascal Roland
- Nancy-Toul : Jean-Louis Papin
- Nanterre : Gérard Daucourt, Nicolas Brouwet évêque auxiliaire, François Favreau évêque émérite
- Nantes : Jean-Paul James, Georges Soubrier évêque émérite
- Nevers : Thierry Brac de La Perrière, Francis Deniau évêque émérite
- Nice : Louis Sankalé, Jean Bonfils évêque émérite
- Nîmes, Uzès et Alès : Robert Wattebled
- Orléans : Jacques Blaquart, André Fort évêque émérite
- Pamiers, Couserans et Mirepoix : Philippe Mousset, Marcel Perrier évêque émérite
- Paris : Cardinal André Vingt-Trois, Michel Pollien évêque auxiliaire, Jean-Yves Nahmias évêque auxiliaire, Jérôme Beau évêque auxiliaire, Renauld de Dinechin évêque auxiliaire, Eric de Moulins-Beaufort évêque auxiliaire, Claude Frikart évêque auxiliaire émérite.
- Périgueux et Sarlat : Michel Mouïsse, Gaston Poulain évêque émérite
- Perpignan-Elne : André Marceau, Jean Chabbert évêque émérite
- Poitiers : vacant, Pascal Wintzer évêque auxiliaire, administrateur apostolique, Albert Rouet archevêque émérite
- Pontoise : Jean-Yves Riocreux
- Quimper, Cornouailles et Léon : Jean-Marie Le Vert
- Reims : Thierry Jordan, Joseph Boishu évêque auxiliaire en résidence à Charleville-Mézières
- Rennes, Dol et Saint Malo : Pierre d'Ornellas, Nicolas Souchu évêque auxiliaire, Jacques Jullien archevêque émérite
- Rodez et Vabres : François Fonlupt, Bellino Ghirard évêque émérite
- Rouen : Jean-Charles Descubes
- Saint-Brieuc et Tréguier : Denis Moutel, Lucien Fruchaud évêque émérite
- Saint-Claude : Vincent Jordy
- Saint-Denis : Pascal Delannoy, Olivier de Berranger évêque émérite
- Saint-Dié : Jean-Paul Mathieu, Paul-Marie Guillaume évêque émérite
- Saint-Étienne : Dominique Lebrun, Pierre Joatton évêque émérite, Paul Rousset évêque émérite
- Saint-Flour : Bruno Grua, René Séjourné évêque émérite
- Séez : Jacques Habert
- Sens et Auxerre : Yves Patenôtre, Georges Gilson archevêque émérite
- Soissons, Laon et Saint-Quentin : Hervé Giraud, Marcel Herriot évêque émérite
- Strasbourg : Jean-Pierre Grallet, Christian Kratz évêque auxiliaire, Joseph Doré archevêque émérite, Charles-Amarin Brand archevêque émérite, Léon Hégelé évêque auxiliaire émérite
- Tarbes et Lourdes : Jacques Perrier
- Toulouse, Saint Bertrand de Comminges et Rieux : Robert Le Gall, Hervé Gaschignard évêque auxiliaire, Émile Marcus archevêque émérite
- Tours : Bernard-Nicolas Aubertin, Cardinal Jean Honoré archevêque émérite
- Troyes : Marc Stenger
- Tulle : Bernard Charrier
- Valence, Die et Saint-Paul-Trois-Châteaux   : Jean-Christophe Lagleize, Didier-Léon Marchand évêque émérite
- Vannes : Raymond Centène, François-Mathurin Gourvès évêque émérite
- Verdun : François Maupu
- Versailles : Éric Aumonier, Jean-Charles Thomas évêque émérite
- Viviers : François Blondel

### France d'outre-mer
- Basse-Terre et Pointe-à-Pitre : vacant, Ernest Cabo évêque émérite
- Cayenne : Emmanuel Lafont
- Fort-de-France et Saint-Pierre : Michel Méranville
- Taiohae (ou Tefenuaenata) (Îles Marquises) : Guy Chevalier, Pascal Chang-Soi évêque coadjuteur, Hervé-Maria Le Cléac’h évêque émérite
- Îles Wallis-et-Futuna : Ghislain de Rasilly
- Nouméa : Michel-Marie Calvet
- Papeete : vacant, Hubert Coppenrath, archevêque émérite
- Saint-Denis de La Réunion : Gilbert Aubry
- Saint-Pierre et Miquelon : Pierre Gaschy, vicaire apostolique Lucien Fischer, vicaire apostolique émérite.

### Autres fonctions en France
- Diocèse aux Armées : Luc Ravel
- Éparchie de Sainte-Croix de Paris des Arméniens catholiques de France : Grégoire Ghabroyan
- Exarchat Apostolique pour les Ukrainiens : Michel Hrynchyshyn
- Ordinariat des catholiques des Églises orientales : cardinal André Vingt-Trois ordinaire
- Mission de France : Yves Patenôtre, Georges Gilson prélat émérite.

### Au service de laCurie romaine
- Conseil pontifical « Justice et Paix » : cardinal Roger Etchegaray président émérite
- Conseil pontifical pour la culture : cardinal Paul Poupard président émérite
- Conseil pontifical pour le dialogue inter-religieux : cardinal Jean-Louis Tauran président
- Congrégation pour l'éducation catholique : Jean-Louis Bruguès secrétaire
- Conseil pontifical pour la famille : Jean Laffitte secrétaire
- Secrétairerie d'État : Dominique Mamberti secrétaire pour les relations avec les États
- Nonciature au Kenya : Alain Lebeaupin nonce
- Nonciature en Iran : Jean-Paul Gobel nonce
- Nonciature au Mexique : Christophe Pierre nonce
- Nonciature aux Pays-Bas : André Dupuy nonce
- Service diplomatique : François Bacqué nonce apostolique émérite

### Au service de diocèses étrangers
- Alger (Algérie) : Henri Teissier évêque émérite
- Andong (Corée du Sud) : René Dupont évêque émérite
- Constantine (Algérie) : Paul Desfarges, Gabriel Piroird évêque émérite
- Daloa (Côte d'Ivoire) : Pierre Rouanet évêque émérite
- Djibouti (Djibouti) : Georges Perron évêque émérite
- Estonie : Philippe Jourdan administrateur apostolique
- Guajará-Mirim (pt) (Brésil): Geraldo Verdier, évêque émérite
- Impfondo (République du Congo) : Jean Gardin
- Istanbul (Turquie): Louis Pelâtre, vicaire apostolique
- Kerema (en) (Papouasie-Nouvelle-Guinée) : Paul Marx, évêque émérite
- Laghouat (Algérie) : Claude Rault
- Monaco : Bernard Barsi
- Mongo (Tchad) : Henri Coudray, vicaire apostolique
- Mouila (de) (Gabon) : Dominique Bonnet
- N'Djaména (Tchad) : Charles Vandame archevêque émérite
- Niamey (Niger) : Michel Cartatéguy, Guy Romano, évêque émérite
- Oran (Algérie) : Alphonse Georger
- Ouesso (République du Congo) : Yves Monot
- Pala (Tchad) : Georges-Hilaire Dupont évêque émérite
- Phnom-Penh (Cambodge) : Olivier Schmitthaeusler vicaire apostolique, Emile Destombes vicaire apostolique emerite Yves Ramousse vicaire apostolique émérite
- Port Victoria (Seychelles) : Xavier Baronnet évêque émérite
- Rabat (Maroc) : Vincent Landel : archevêque
- Santissima Conceição do Araguaia (Brésil) : Dominique You
- Savannakhet (Laos) : Pierre Bach vicaire apostolique émérite
- Tôlagnaro (de) (Madagascar) : Jean Zévaco évêque émérite
- Viana (pt) (Brésil) : Xavier Gilles de Maupeou  évêque émérite

### In partibus infidelium
- Partenia : Jacques Gaillot